# Форсель-Сен-Горгон
Форсе́ль-Сен-Горго́н (фр. Forcelles-Saint-Gorgon) — коммуна во французском департаменте Мёрт и Мозель, региона Лотарингия. Относится к  кантону Везелиз.

## География

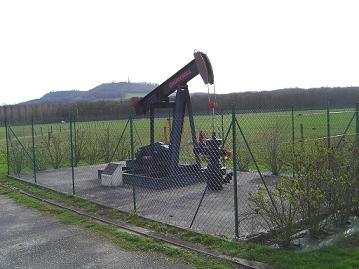
Станок-качалка в окрестностях Форсель-Сен-Горгон.

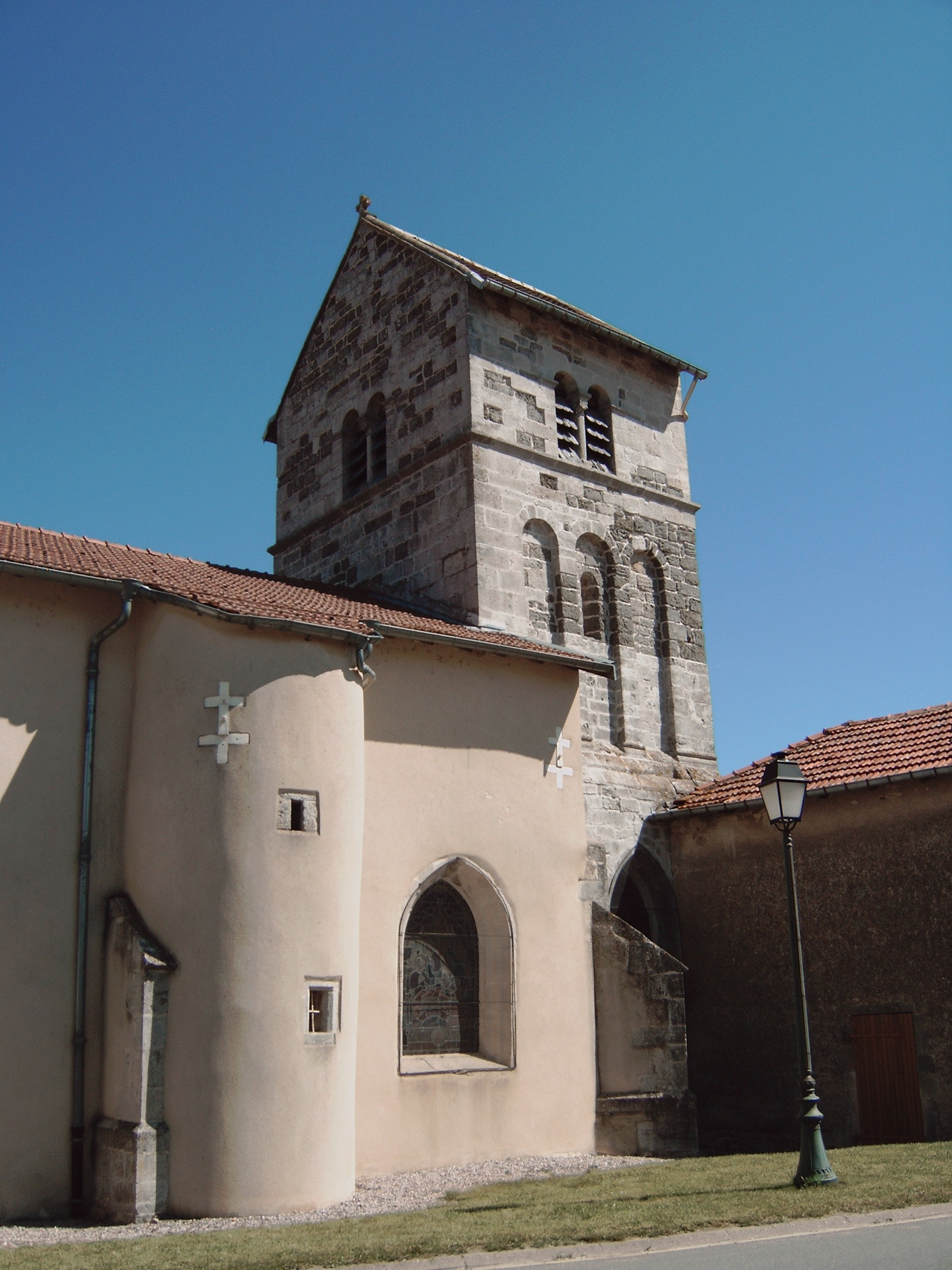
Церковь Сен-Поль в Форсель-Сен-Горгон.

Форсель-Сен-Горгон расположен в 27 км к югу от Нанси и в 25 км от Туля в исторической области Сентуа. Соседние коммуны: Кевиллонкур на севере, Тантонвиль на северо-востоке, Пре на юге, Шауйе и Саксон-Сион на юго-западе, Этреваль на западе, Вронкур и Оньевиль на северо-западе.

## Демография
Население коммуны на 2010 год составляло 147 человек.
| 1962 | 1968 | 1975 | 1982 | 1990 | 1999 | 2010 |
| ---- | ---- | ---- | ---- | ---- | ---- | ---- |
| 157  | 146  | 129  | 133  | 153  | 143  | 147  |